# Torstein Andersen Aase
Torstein Andersen Aase (Oslo, 24 ottobre 1991) è un ex calciatore ed ex giocatore di calcio a 5 norvegese, di ruolo attaccante.

## Biografia
È il figlio di Thor Einar Andersen e Kristin Aase.

## Carriera

### Club

#### Nordstrand e Stabæk
Andersen Aase ha iniziato la carriera con la maglia del Nordstrand, dove ha debuttato prima di compiere 15 anni. È rimasto in squadra per un biennio. Nel 2008, è passato allo Stabæk e ha debuttato nell'Eliteserien in data 6 aprile: ha sostituito infatti Veigar Páll Gunnarsson nella vittoria per 4-2 sul Lillestrøm. Il 21 luglio dello stesso anno ha esordito nella Champions League 2009-2010, seppure nei turni preliminari: ha giocato infatti nella vittoria per 4-0 sul Tirana. Il 13 settembre 2009 ha segnato la prima rete ufficiale per il club, nella sconfitta casalinga per 1-2 contro il Rosenborg.
Il 7 settembre 2010 ha rinnovato il contratto che lo legava al club fino al 31 dicembre 2012. Il 28 aprile 2012 ha subito una commozione cerebrale nel corso della sfida contro l'Odd Grenland, che lo ha costretto ad almeno tre settimane di stop. Andersen Aase è rimasto in squadra fino al termine del campionato 2012, annata culminata con la retrocessione dello Stabæk in 1. divisjon. Il giocatore si è congedato dalla squadra con 45 presenze e 5 reti tra campionato e coppa.

#### KFUM Oslo
Nel 2013, è stato ingaggiato dal KFUM Oslo, compagine militante nella 2. divisjon, terzo livello del campionato locale. Ha esordito in squadra il 13 aprile dello stesso anno, schierato titolare nel 4-0 inflitto al Levanger, partita in cui ha siglato anche una rete. Nel campionato 2015 – e precisamente in data 17 ottobre 2015 – ha ufficialmente conquistato la promozione in 1. divisjon con una giornata d'anticipo sul termine del campionato.

#### Lyn
Libero da vincoli contrattuali, in data 26 aprile 2016 è stato tesserato dal Lyn, compagine militante in 3. divisjon. Il 30 gennaio 2017 ha rinnovato il contratto con il club. Il 7 marzo ha però rescisso l'accordo, sostenendo di non avere le motivazioni necessarie per continuare a giocare a calcio.

### Nazionale
Andersen Aase ha rappresentato la Norvegia a livello Under-15, Under-16, Under-17, Under-18 e Under-19.

## Statistiche

### Presenze e reti nei club
Statistiche aggiornate al 7 marzo 2017.
| Stagione          | Club              | Campionato        | Campionato | Campionato | Coppe nazionali | Coppe nazionali | Coppe nazionali | Coppe continentali | Coppe continentali | Coppe continentali | Supercoppe | Supercoppe | Supercoppe | Totale | Totale |
| Stagione          | Club              | Comp              | Pres       | Reti       | Comp            | Pres            | Reti            | Comp               | Pres               | Reti               | Comp       | Pres       | Reti       | Pres   | Reti   |
| ----------------- | ----------------- | ----------------- | ---------- | ---------- | --------------- | --------------- | --------------- | ------------------ | ------------------ | ------------------ | ---------- | ---------- | ---------- | ------ | ------ |
| 2006              | Nordstrand        | 3D                | ?          | ?          | CN              | ?               | ?               | -                  | -                  | -                  | -          | -          | -          | ?      | ?      |
| 2007              | Nordstrand        | 3D                | ?          | ?          | CN              | ?               | ?               | -                  | -                  | -                  | -          | -          | -          | ?      | ?      |
| Totale Nordstrand | Totale Nordstrand | Totale Nordstrand | ?          | ?          |                 | ?               | ?               |                    | -                  | -                  |            | -          | -          | ?      | ?      |
| 2008              | Stabæk            | ES                | 2          | 0          | CN              | 0               | 0               | CU                 | -                  | -                  | -          | -          | -          | 2      | 0      |
| 2009              | Stabæk            | ES                | 6          | 1          | CN              | 2               | 0               | UCL+UEL            | 1+2                | 0                  | SN         | 0          | 0          | 11     | 1      |
| 2010              | Stabæk            | ES                | 0          | 0          | CN              | 0               | 0               | UEL                | 0                  | 0                  | -          | -          | -          | 0      | 0      |
| 2011              | Stabæk            | ES                | 22         | 2          | CN              | 2               | 1               | -                  | -                  | -                  | -          | -          | -          | 24     | 3      |
| 2012              | Stabæk            | ES                | 7          | 1          | CN              | 1               | 0               | UEL                | 0                  | 0                  | -          | -          | -          | 8      | 1      |
| Totale Stabæk     | Totale Stabæk     | Totale Stabæk     | 37         | 4          |                 | 5               | 1               |                    | 3                  | 0                  |            | 0          | 0          | 45     | 5      |
| 2013              | KFUM Oslo         | 2D                | 15         | 14         | CN              | 0               | 0               | -                  | -                  | -                  | -          | -          | -          | 15     | 14     |
| 2014              | KFUM Oslo         | 2D                | 14         | 11         | CN              | 1               | 0               | -                  | -                  | -                  | -          | -          | -          | 15     | 11     |
| 2015              | KFUM Oslo         | 2D                | 19         | 18         | CN              | 2               | 2               | -                  | -                  | -                  | -          | -          | -          | 21     | 20     |
| Totale KFUM Oslo  | Totale KFUM Oslo  | Totale KFUM Oslo  | 48         | 43         |                 | 3               | 2               |                    | -                  | -                  |            | -          | -          | 51     | 45     |
| 2016              | Lyn               | 3D                | 11         | 2          | CN              | -               | -               | -                  | -                  | -                  | -          | -          | -          | 11     | 2      |
| Totale            | Totale            | Totale            | 96+        | 49+        |                 | 8+              | 3+              |                    | 3                  | 0                  |            | 0          | 0          | 107+   | 52+    |

## Palmarès
- Campionato norvegese: 1

Stabæk: 2008
- Superfinalen: 1

Stabæk: 2009